# سد خاکر زر
سد خاکر زر (به انگلیسی: Khokher Zer Dam) یک سد در پاکستان است که در Khokher Zer in Chakwal District, Punjab, Pakistan واقع شده‌است.